# Brandon Convery
Brandon Convery, född 4 februari 1974, är en före detta kanadensisk ishockeyspelare. 
Brandon Convery listades som nummer 8 i draften 1992 av Toronto Maple Leafs. Han spelade i NHL mellan 1995 och 1999 för Toronto Maple Leafs, Vancouver Canucks och Los Angeles Kings. Säsongen 2001/2002 spelade han för Linköpings HC i Elitserien. Därefter gjorde han ett par säsonger i Nationalliga A som är Schweiz högsta serie. Som junior var Convery med och vann guld i junior-VM 1994. Han har även ett VM-brons med Kanada från 1995 på meritlistan.

## Statistik
| 1990–91    | Sudbury Wolves         | OHL        | 56  | 26  | 22  | 48  | 18  | 5  | 1 | 1  | 2  | 2  |
| 1991–92    | Sudbury Wolves         | OHL        | 44  | 40  | 27  | 67  | 44  | 5  | 3 | 2  | 5  | 4  |
| 1992–93    | Sudbury Wolves         | OHL        | 7   | 7   | 9   | 16  | 6   | —  | — | —  | —  | —  |
| 1992–93    | Niagara Falls Thunder  | OHL        | 51  | 38  | 39  | 77  | 24  | 4  | 1 | 3  | 4  | 4  |
| 1992–93    | St. John's Maple Leafs | AHL        | 3   | 0   | 0   | 0   | 0   | 5  | 0 | 1  | 1  | 0  |
| 1993–94    | Niagara Falls Thunder  | OHL        | 29  | 24  | 29  | 53  | 30  | —  | — | —  | —  | —  |
| 1993–94    | Belleville Bulls       | OHL        | 23  | 16  | 19  | 35  | 22  | 12 | 4 | 10 | 14 | 13 |
| 1993–94    | St. John's Maple Leafs | AHL        | —   | —   | —   | —   | —   | 1  | 0 | 0  | 0  | 0  |
| 1994–95    | St. John's Maple Leafs | AHL        | 76  | 34  | 37  | 71  | 43  | 5  | 2 | 2  | 4  | 4  |
| 1995–96    | Toronto Maple Leafs    | NHL        | 11  | 5   | 2   | 7   | 4   | 5  | 0 | 0  | 0  | 2  |
| 1995–96    | St. John's Maple Leafs | AHL        | 57  | 22  | 23  | 45  | 28  | —  | — | —  | —  | —  |
| 1996–97    | Toronto Maple Leafs    | NHL        | 39  | 2   | 8   | 10  | 20  | —  | — | —  | —  | —  |
| 1996–97    | St. John's Maple Leafs | AHL        | 25  | 14  | 14  | 28  | 15  | —  | — | —  | —  | —  |
| 1997–98    | Vancouver Canucks      | NHL        | 7   | 0   | 2   | 2   | 0   | —  | — | —  | —  | —  |
| 1997–98    | St. John's Maple Leafs | AHL        | 49  | 27  | 36  | 63  | 35  | —  | — | —  | —  | —  |
| 1997–98    | Syracuse Crunch        | AHL        | 2   | 1   | 2   | 3   | 5   | —  | — | —  | —  | —  |
| 1998–99    | Vancouver Canucks      | NHL        | 12  | 2   | 7   | 9   | 8   | —  | — | —  | —  | —  |
| 1998–99    | Los Angeles Kings      | NHL        | 3   | 0   | 0   | 0   | 4   | —  | — | —  | —  | —  |
| 1998–99    | Springfield Falcons    | AHL        | 31  | 9   | 14  | 23  | 45  | —  | — | —  | —  | —  |
| 1998–99    | Long Beach Ice Dogs    | IHL        | 14  | 3   | 7   | 10  | 8   | —  | — | —  | —  | —  |
| 2000–01    | Kloten Flyers          | NLA        | 31  | 11  | 10  | 21  | 32  | 9  | 4 | 4  | 8  | 29 |
| 2001–02    | Linköping HC           | Elitserien | 31  | 13  | 11  | 24  | 10  | —  | — | —  | —  | —  |
| 2002–03    | HC Lugano              | NLA        | 18  | 4   | 7   | 11  | 43  | 16 | 5 | 14 | 19 | 16 |
| 2002–03    | HC Ajoie               | NLB        | 1   | 0   | 0   | 0   | 0   | —  | — | —  | —  | —  |
| 2003–04    | EHC Basel              | NLA        | 32  | 6   | 15  | 21  | 55  | —  | — | —  | —  | —  |
| 2003–04    | Kloten Flyers          | NLA        | 1   | 0   | 0   | 0   | 0   | —  | — | —  | —  | —  |
| AHL totalt | AHL totalt             | AHL totalt | 243 | 107 | 126 | 233 | 171 | 11 | 2 | 3  | 5  | 4  |
| NHL totalt | NHL totalt             | NHL totalt | 72  | 9   | 19  | 28  | 36  | 5  | 0 | 0  | 0  | 2  |